# Phanerobunus asperrimus
Phanerobunus asperrimus is een hooiwagen uit de familie Triaenonychidae.